# Список Героев Советского Союза (Ивановская область)

Список граждан Ивановской области, удостоенных звания Герой Советского Союза.

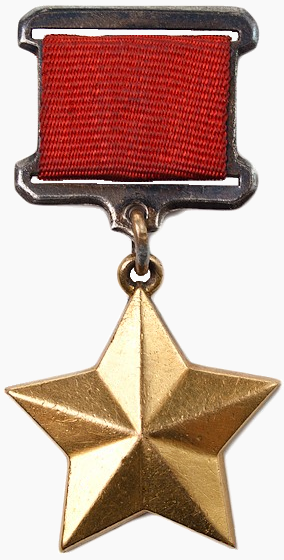
Медаль «Золотая Звезда» — вручалась Героям Советского Союза

## А
- Аккуратов, Фёдор Яковлевич
- Александров, Геннадий Петрович
- Алексеев, Григорий Алексеевич
- Антонов, Василий Петрович

## Б
- Бабанов, Иван Дмитриевич
- Балуков, Николай Михайлович
- Башарин, Иван Васильевич
- Бедрышев, Михаил Александрович
- Беликов, Виктор Матвеевич
- Белов, Александр Фёдорович
- Белов, Павел Алексеевич
- Белороссов, Владимир Александрович
- Беляев, Владимир Максимович
- Беляев, Яков Дмитриевич
- Бобров, Николай Галактионович
- Бойцов, Игорь Михайлович
- Бонин, Анатолий Петрович
- Борисов, Владимир Иванович
- Боровков, Виктор Дмитриевич
- Боровков, Орест Николаевич
- Брюханов, Алексей Иванович
- Буланов, Алексей Парфёнович
- Быков, Леонид Тимофеевич

## В
- Василевский, Александр Михайлович
- Веселов, Василий Иванович
- Ветчинкин, Григорий Петрович
- Вилков, Николай Александрович
- Волков, Василий Степанович

## Г
- Гласко, Евгений Юлианович
- Голоднов, Алексей Васильевич
- Горбатов, Александр Васильевич
- Горбачёв, Иван Петрович
- Горелов, Владимир Михайлович
- Горелов, Владимир Петрович
- Горохов, Юрий Иванович
- Греков, Николай Семёнович
- Грудинин, Василий Семёнович
- Грязнов, Владимир Михаилович
- Грязнов, Кирилл Васильевич

## Д
- Дельцов, Павел Андреевич
- Дубровин, Михаил Яковлевич
- Дудников, Георгий Георгиевич

## Е
- Евдокимов, Александр Николаевич
- Егоров, Алексей Михайлович
- Ежов, Николай Константинович

## Ж
- Жидков, Пётр Анфимович (посмертно) — родился и жил в Иванове до ухода на фронт. Первый фронтовой контрразведчик, удостоенный звания Герой Советского Союза за годы ВОВ.

## З
- Зайцев, Вениамин Леонидович
- Затылков, Вячеслав Фёдорович
- Захаров, Константин Фёдорович

## К
- Казаков, Виктор Фёдорович
- Калабин, Алексей Иванович
- Капустин, Пётр Иннокентьевич
- Киселёв, Сергей Семёнович
- Козлов, Виктор Дмитриевич
- Кокорев, Павел Андреевич
- Кокушкин, Олег Иоильевич
- Колосов, Николай Васильевич
- Кораблёв, Константин Иванович
- Корнилов, Михаил Дмитриевич
- Коровин, Илья Семёнович
- Корунов, Иван Михайлович
- Корышев, Пётр Михайлович
- Костров, Пётр Семёнович
- Котов, Николай Иванович
- Круглов, Леонид Семёнович
- Крупинов, Пётр Никифорович
- Кувшинов, Александр Кузьмич
- Кудрявцев, Виктор Васильевич
- Кузнецов, Григорий Дмитриевич
- Кузнецов, Николай Александрович
- Куклев, Роман Павлович
- Кулейкин, Павел Иванович
- Куликов, Василий Иванович (1921—1943)
- Куликов, Василий Иванович (1923—1991)
- Куракин, Владимир Васильевич
- Кургузов, Юрий Павлович
- Курнаев, Сергей Михайлович

## Л
- Лазарев, Сергей Иванович
- Лебедев, Геннадий Сергеевич
- Лебедев, Дмитрий Ильич
- Лобанов, Иван Михайлович
- Лопатин, Алексей Васильевич
- Люлин, Сергей Михайлович

## М
- Мазурин, Михаил Александрович
- Марченков, Анатолий Андреевич
- Матросов, Александр Алексеевич
- Маштаков, Павел Семёнович
- Милов, Павел Алексеевич
- Милованов, Алексей Михайлович
- Миловидов, Вадим Сергеевич
- Митрофанов, Николай Иванович
- Митрохин, Василий Борисович
- Мошков, Борис Николаевич

## Н
- Нечаев, Вячеслав Филиппович
- Николаев, Михаил Архипович
- Николаенков, Игорь Дмитриевич
- Нырков, Геннадий Матвеевич

## О
- Озерин, Алексей Николаевич

## П
- Панфилов, Василий Дмитриевич
- Пастухов, Геннадий Фёдорович
- Петрачков, Павел Иванович
- Петров, Семён Иванович
- Пивоваров, Михаил Иванович
- Писарев, Геннадий Васильевич
- Плешков, Иван Иванович
- Поросенков, Павел Фёдорович
- Пугачёв, Анатолий Иванович

## Р
- Рогов, Леонид Васильевич
- Ромин, Василий Александрович
- Рыжиков, Анатолий Васильевич
- Рыжов, Александр Иванович

## С
- Савватеев, Аркадий Михайлович
- Сафронов, Фёдор Петрович
- Сахаров, Павел Иванович
- Селиверстов, Иван Никитович
- Сизов, Борис Иванович
- Сиротин, Алексей Иванович
- Сироткин, Фёдор Алексеевич
- Смирнов, Константин Григорьевич
- Смирнов, Николай Андреевич
- Смирнов, Николай Фёдорович
- Соколов, Александр Николаевич
- Соколов, Африкан Фёдорович
- Соколов, Семён Никанорович
- Соловьёв, Гавриил Иванович
- Солодов, Ефим Михайлович
- Столяров, Александр Никанорович
- Стрелков, Владимир Дмитриевич
- Ступишин, Михаил Протасович
- Суворов, Степан Васильевич
- Сухоруков, Иван Александрович
- Сыромятников, Николай Иванович
- Сыромятников, Борис Павлович

## Т
- Тарловский, Василий Иванович
- Тебеньков, Анатолий Никифорович
- Трубов, Валерий Иванович
- Тупицын, Григорий Афанасьевич
- Тюрин, Александр Васильевич
- Тяпушкин, Алексей Александрович

## Ф
- Фадеев, Николай Александрович
- Фёдоров, Аркадий Васильевич
- Федулов, Павел Иванович

## Х
- Хлебников, Николай Михайлович
- Хухрин, Алексей Васильевич

## Ч
- Чернов, Дмитрий Васильевич

## Ш
- Шалимов, Василий Поликарпович
- Шаронов, Борис Григорьевич
- Швецов, Иван Иванович
- Шерстов, Николай Николаевич
- Шилов, Михаил Ильич
- Шитов, Василий Васильевич
- Шишкин, Иван Николаевич
- Шушин, Иван Фёдорович

## Ю
- Юдин, Николай Николаевич

## Я
- Ярцев, Павел Петрович
- Ястребцев, Виктор Иванович
- Яхнов, Геннадий Михайлович